# Nao Yamada
Nao Yamada (japanisch 山田 奈央 Yamada Nao; * 18. November 2002 in der Präfektur Saitama) ist ein japanischer Fußballspieler.

## Karriere
Nao Yamada erlernte das Fußballspielen in der Mannschaft der Tsurugashima-Nishi Soccer Sports Shōnendan (鶴ヶ島西サッカースポーツ少年団 ‚Fußballsport-Pfadfindergruppe Tsurugashima-West‘) sowie in den Jugendmannschaften des Sakado Diplomats FC und der Urawa Red Diamonds. Seinen ersten Profivertrag unterschrieb er am 1. Februar 2021 bei Mito Hollyhock. Der Verein aus Mito, einer Stadt in der Präfektur Ibaraki, spielte in der zweiten japanischen Liga. Sein Zweitligadebüt gab Nao Yamada am 9. August 2021 (24. Spieltag) im Heimspiel gegen Tokyo Verdy. Hier stand er in der Startelf und wurde nach der Halbzeitpause gegen Jun’ya Hosokawa ausgewechselt. Das Spiel endete 1:1. Nach insgesamt 75 Ligaspielen wechselte er im Januar 2025 zu dem ebenfalls in der zweiten Liga spielenden Tokushima Vortis.